# 東方獅子魚
東方獅子鱼，为輻鰭魚綱鮋形目杜父魚亞目狮子鱼科的其中一種。分布於西北太平洋區的鄂霍次克海及薩哈林島海域，屬底棲性魚類，棲息在水深36至360公尺的水域，體長可達13.7公分，生活習性不明。